# メモワール判決
メモワール判決（メモワールはんけつ）とは、1966年、アメリカ連邦最高裁判所が、英国の小説『ファニー・ヒル』を猥褻としたマサチューセッツ州の判断が誤りであるとして、これを破棄した判決（383 U.S. 413 (1966)）である。
当国ではこの事件のことを、"『回想』対マサチューセッツ州事件"(Memoirs v. Massachusetts)と呼び、好色文学に対する検閲との戦いの代表例となっている。